# The Wounded
The Wounded is een Nederlandse band, gevestigd in Emmen, Drenthe. De band speelt melancholische rock met invloeden van postrock, symphonische rock en doommetal.

## Geschiedenis
De band debuteerde in 2000 met het album The Art of Grief nadat de band verschillende prijzen won zoals de Drenthse popprijs en de Popprijs van het Noorden en deelnam aan de grote prijs van Nederland. The Art of Grief, een album met veel doom- en wave-invloeden werd in Europa uitstekend ontvangen en zorgde ervoor dat de band veel optredens gaf in Nederland, België en Duitsland. 
Het tweede album, Monument, werd uitgebracht in 2002 en was meer toegankelijk dan z'n voorganger. Met Monument verdwenen de typerende grunts die nog wel op het debuut te horen waren.
Vrij snel na de release van Monument volgde een drastische personeelsverandering binnen de band, met zanger/gitarist Marco van der Velde en bassist Andy Haandrikman als de constanten. Drummer Alwin Schnoing en toetsenist Eduard Dresscher vervingen de oud-leden waarna ook Sander Wessels als gitarist werd aangetrokken. 
In 2004 werd met deze bezetting het album Atlantic uitgebracht. Atlantic werd zeer goed ontvangen in zowel Nederland als de rest van de wereld en zorgde ervoor dat de band op verschillende festivals stond. Nadat de band optrad met o.a. Anathema, Within Temptation, Moonspell, Paradise Lost, HIM, Tiamat en Swallow the Sun werd in 2016 het vierde album Sunset uitgebracht. 
Sunset liet een meer introvert geluid horen dan op de voorgaande albums. Hoewel het keyboard nog steeds een belangrijke rol hadden is de muziek meer symfonisch en tegelijkertijd ook donkerder waarbij de teksten minder poëtisch en meer toegankelijk waren. In een uitverkocht Vera in Groningen werd het album voor het eerst live gepresenteerd. 
In 2018 werden de eerste drie albums, opnieuw gemasterd en in eigen beheer uitgebracht en werd met In silence een compilatie album uitgebracht met elektronische en orkestrale versies van oude nummers. 
Opnieuw was er een drastische wisseling van bandleden. Erwin de Jonge, Marcel Ensing en Sander Wessels verlieten wegens uiteenlopende redenen de band waarna Harold Feringa als leadgitarist werd aangenomen. Er werd besloten om verder te gaan zonder toetsenist.
Als viertal werd er met producer Frans Vollink gewerkt aan de opvolger van Sunset. Tijdens de opnames overleed drummer Alwin Schnoing. De band besloot uiteindelijk verder te gaan maar veranderde hun naam officieus in Wounded. In 2023 verscheen het mini album The sky is yours. Het album bevat zowel nummers met het traditionele The Wounded geluid als elektronische liedjes waarbij de teksten gaan over historische personen en gebeurtenissen. The sky is yours is het eerste van twee albums waarbij het tweede album The sky is ours op 1 december 2023 verscheen.

## Stijl
Het geluid van de band wordt voornamelijk gekarakteriseerd als melancholic rock met invloeden van doommetal en postrock, hoewel er ook elementen van wave rock aanwezig zijn. De band is vergeleken met andere bands zoals Type o Negative, Paradise Lost en Tiamat en doet bij vlagen ook denken aan de oude U2, Marillion en Pink Floyd. Op hun debuutalbum The Art of Grief waren er passages met grunts en had de band nog sterke doommetal invloeden. In latere albums kwamen invloeden van post-rock naar voren, met in de verte vergelijkingen met bands als Sigur Rós, Iliketrains en Mogwai.

## Bezetting

### Huidige bezetting
- Marco van de Velde – zang, gitaar en toetsen
- Andy Haandrikman – basgitaar
- Harold Feringa – gitaar
- Peter Deddens – drums

### Voormalige leden
- Nick Brockman – basgitaar
- Eduard Dresscher – toetsen
- Harald de Haan – toetsen
- Marcel Ensing – toetsen
- Alwin Schnoing – drums
- Ralph de Vries – drums
- Sander Wessels – gitaar
- Jonne Ziengs – toetsen
- Erwin de Jong – gitaar

## Discografie
- The Art of Grief, 2000
- Monument, 2002
- Atlantic, 2004
- Sunset, 2016
- In Silence (compilatiealbum), 2018
- The sky is yours, 2023
- The sky is ours, 2023